# Jarosław Frąckowiak
Jarosław Frąckowiak (ur. 16 maja 1970 w Jarocinie) – polski piłkarz ręczny, mistrz i reprezentant Polski.

## Kariera sportowa
Jest wychowankiem Pogoni Zabrze, w której barwach grał od 1978. W 1989 został mistrzem Polski juniorów i zadebiutował w I zespole, zdobywając następnie mistrzostwo Polski w 1989 i 1990. W latach 1990–1992 grał w Śląsku Wrocław, W sezonie 1992/1993 ponownie występował w barwach Pogoni i został najlepszym strzelcem ligi, zdobywając 191 bramek.
W latach 1991–1993 wystąpił 21 razy w reprezentacji Polski seniorów, zdobywając 17 bramek.
Następnie grał w klubach niemieckich: TUSEM Essen (1993-1996), z którym zdobył w 1994 Puchar Niemiec i Challenge Cup, VfL Fredenbeck (1996-1998), Wilhelmshavener HV (1998-2005), HSG Wilhelmshaven (2005/2006), a także pracował jako trener w SG Schortens (m.in. w sezonie 2007/2008) i HSG Varel-Friesland.